# Candandus
Candandus foi um povo indígena que viveu na região sul do estado do Ceará. Eram do grupo dos  Tapuias, convivendo com outras etnias como Jucás e Cariús